# Аладжі Воллі
Аладжі Воллі (англ. Alagie Wally; нар. 3 квітня 2006, Бріфу, Гамбія) — гамбійський футболіст, центральний нападник рівненського «Вереса».

## Клубна кар'єра
Народився в гамбійському місті Бріфу. Вихованець клубу «Гоукс» з Банжула. У вищому дивізіоні чемпіонату Гамбії виступав протягом 3 років, в якому зіграв 53 матчі та відзначився 31-м голом і віддав 15 результативних передач. 
12 липня 2025 року улав 5-річний контракт з «Вересом», де став першим гамбійським легіонером в історії клубу.

## Кар'єра в збірній
За молодіжну збірну Гамбії провів 4 матчі та відзначився 1-м голом.
У футболці національної збірної Гамбії дебютував 6 червня 2025 року в переможному (2:1) товариському поєдинку проти Екваторіальної Гвінеї. Аладжі вийшов на поле на 83-й хвилині. Станом на 31 липня 2025 року провів 2 поєдинки за національну збірну.